# Clarence Street Bridge

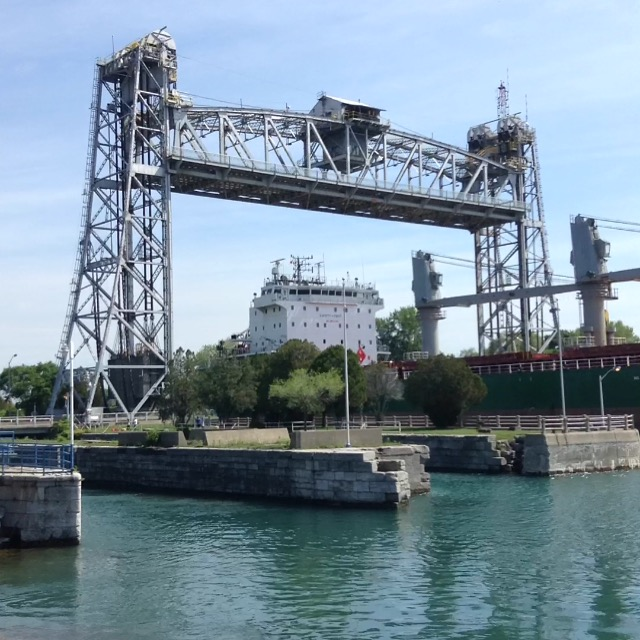
Clarence Street Bridge

Die Clarence Street Bridge (auch bekannt als Bridge 21) ist eine Hubbrücke in Port Colborne, Ontario.
Die Brücke wurde zwischen 1927 und 1929 beim Bau des Welland-Kanals erbaut und ist bis heute eine wichtige Verbindung zwischen East und West Port Colborne. Die Struktur verwendet einfache Elektromotoren und Gegengewichte, um das Deck 36,5 Meter über vorbeifahrenden Schiffen anzuheben. Das Anheben und Absenken der Brücke dauert ca. 90 Sekunden. Diese Brücke ist eine von nur vier verbleibenden Straßenbrücken mit vertikalem Aufzug über den Welland-Kanal.